# 河口苹婆
河口苹婆（学名：Sterculia scandens）是梧桐科苹婆属的植物。分布于越南以及中国大陆的云南等地，生长于海拔120米的地区，常生于山谷中，目前尚未由人工引种栽培。